# Дейвид Томпсън (изследовател)
Вижте пояснителната страница за други личности с името Дейвид Томпсън.
Дейвид Томпсън (на английски: David Thompson) е канадски топограф от англо-уелски произход, изследовател на Канада и САЩ. Целия си живот посвещава на практическото изучаване на географията и картографията.

## Ранни години (1770 – 1785)
Роден е на 30 април 1770 година в Уестминстър, Лондон, Англия, в семейството на Дейвид и Ан Томпсън, уелски имигранти. Когато е на 2 години, баща му умира. Изключително трудно завършва начално образование в училище за хора с неравностойно положение в родния си град. След това, едновременно учейки и работейки, успява да завърши основно образование, като особено се отличава по математика и навигация, които залягат в основата на бъдещата му кариера.
През 1784 г., на 14-годишна възраст, е приет за 7-годишен стаж в канадската компанията „Хъдсънов залив“. На 28 май същата година отплава за Канада и завинаги напуска Англия.

## Изследователска дейност (1785 – 1812)

### Компания „Хъдсънов залив“ (1785 – 1797)
Томпсън пристига в Канада и през 1785 г. е назначен на работа в компанията „Хъдсънов залив“, занимаваща се с търговия на кожи. Няколко години е писар в компанията. През декември 1788 г. си счупва крака и прекарва две години във възстановяване. През този скучен период сериозно се захваща с изучаване на математика, астрономия, геодезия и топография, под ръководството на топографа на компанията Филип Тернор и скоро става отличен топограф. През същото това време Томпсън ослепява с дясното си око.
От 1791 до 1796 г. изследва и картира големи части от централната част на Лаврентийското плато между река Саскачеван и югозападния бряг на Хъдсъновия залив и долните течения на реките Нелсън и Чърчил, вливащи се в залива. През лятото на 1796 г. открива Еленовото езеро (6300 км2), езерото Уолластон (58°00′ с. ш. 103°00′ з. д. / 58° с. ш. 103° з. д.) и езерото Блек Лейк (на изток от езерото Атабаска) и в началото на юли достига до езерото Атабаска.

### Северозападна компания (1797 – 1816)

#### Централна Канада и Север на САЩ (1797 – 1805)
На 23 май 1797 г., недоволен от политиката водена от компанията „Хъдсънов залив“, напуска и постъпва на работа в Северозападната компания, Монреал, също търгуваща с кожи, на длъжност търговец и топограф. Там започва неговата близо 30-годишна експедиционна дейност в западните части на Канада и северозападните части на САЩ, като за този период картира територия с площ над 3,9 млн. км2. Още с постъпването си на новата си служба изследва басейните на езерата Уинипег и Горно, а през есента картира цялото течение на река Ред Дир (ляв приток на Южен Саскачеван) и достига на юг до Мисури.
През пролетта на 1798 картира най-горното течение на Мисисипи и открива нейния извор – езерото Итаска. През април и май картира южния бряг на Горното езеро и праговете Су Сейнт Мъри, а след това и цялото крайбрежие (над 2000 км) на езерото. През 1799 г. картира Малкото Робско езеро (1200 км2).
През 1804 – 1805 г. изследва централната част на Лаврентийското плато на север от езерото Уинипег (сега северната част на провинция Манитоба).

#### В търсене на река Колумбия (1807 – 1812)
На 10 май 1807 г., изпълнявайки нареждането на Северозападната компания да разшири района на изкупуване на ценни животински кожи, тръгва на запад от горното течение на река Северен Саскачеван, пресича Предния хребет на Скалистите планини и на 51° 30' с.ш. достига до горното течение на река Колумбия (без да знае, че това е тя), течаща в този сектор на северозапад. Изкачва се по реката до нейните извори (50º 32` с.ш.) и от там се прехвърля в изворната област на река Кутни (ляв приток на Колумбия), където построява форт и зимува.
През 1808 г. проследява около 300 км от течението на Кутни на юг, заобикаля от юг планината Пърсел (2233 м) и на 49º с.ш. открива езерото Кутни, през което протича реката. През есента се връща при изворите на реката, където прави второ зимуване.
През 1809 г., на югозапад от големия завой на р. Кутни на 48º с.ш., открива езерото Панд Орей (през него от изток на запад протича река Кларк Форк, ляв приток на Колумбия), а след това реката започва да тече на север и Томпсън отново се отказва да търси неоткриваемата река Колумбия. Презимува на югоизток от езерото, а през лятото на 1810 обикаля района в напразни опити да намери р. Колумбия.
Напълно отчаян, през зимата на 1810 – 1811 г. тръгва обратно към Централна Канада, като се изкачва по р. Кутни и от там се прехвърля в горното течение на река Северен Саскачеван. Преди да продължи на изток, решава да направи нов опит да разреши загадката „река Колумбия“. На 10 януари 1811 открива връх Колумбия (3747 м) и прохода Атабаска на юг от него. На запад от прохода, на 52º с.ш., открива отново горното течение на р. Колумбия и нейния десен приток река Кану, вливаща се в най-северната точка на реката, когато тя заобикаля от север планината Селкирк. От устието на Кану се изкачва по Колумбия и се спуска по Кутни до нейната най-южна точка (48º 30` с.ш.) От езерото Панд Орей продължава на югозапад и достига до праговете на Колумбия на 119º з.д., където тя пресича хребета Кетл Ривър в района на Гранд Кули и от там се спуска по реката и на 16 юли 1811 достига до селището Астория в устието на реката. От устието на Колумбия Томпсън и неговите спътници на коне се връщат до Гранд Кули и от там се изкачват по реката до устието на Кану, като по този начин извършва пълно заснемане и картиране на цялото течение на реката (2250 км, площ на басейна около 700 хил. км2).
През 1812 благополучно се завръща в Монреал.

## Следващи години (1812 – 1857)
Завръщайки се в Монреал, Томпсън се оттегля от Северозападната Компания, като получава щедра пенсия. Заселва се в съседния град Тербоне и започва да работи над завършването на своята голяма карта, която е резултат от дългия живот като изследовател и картограф на вътрешните територии на Северна Америка. Картата покрива огромна част от сушата, която се простира от Горно езеро до Тихия океан. Картата се съхранява в Архива на Онтарио.
От 1816 до 1826 г. Томпсън е член на смесената англо-американска погранична комисия, като топографски заснема и картира областта около канадско-американската граница от река Сейнт Лорънс до Горското езеро.
През 1843 Томпсън завършва своя атлас, който обхваща територията от Хъдсъновия залив до Тихия океан.
Умира на 10 февруари 1857 година в Лонгьой, провинция Квебек, на 86-годишна възраст, в пълна нищета и забравен от всички.
Приживе не успява да издаде нищо за своите проучвания. Едва през 1916 г. излиза книгата му „Повест за Дейвид Томпсън и неговите изследвания в Западна Америка“, в която описва своите пътувания и изминатите от него 80 хил. км с кучешки впрягове, пеша и индиански лодки през съвършено неизследвани територии. Канадските и американските учени с учудване узнават за скромния служител-геодезист и неговото огромно дело и го провъзгласяват безусловно като „най-големия изследовател на Новия свят“.

## Памет
- Неговото име носи река Томпсън (устие, 50°14′ с. ш. 121°35′ з. д. / 50.233333° с. ш. 121.583333° з. д.) в Канада, провинция Британска Колумбия, ляв приток на река Фрейзър.